# Fluch der Schönheit
Fluch der Schönheit ist ein deutsches Stummfilm-Melodram von 1915 mit Maria Carmi.

## Handlung
Vera Gräfin Selbitz ist mit ihrem deutlich älteren Mann in einer unglücklichen Ehe gefangen. Sie sehnt sich stets nach neuen Erfahrungen und sucht daher ständig neue Männerbekanntschaften. Derzeit ist es ein junger Maler, der in ihre Fänge zu geraten droht. Dieser wurde dazu eingestellt, ein Porträt der Gräfin anzufertigen. Der alte Graf bekommt das Techtelmechtel der beiden mit und zerschneidet in unbändigem Zorn das soeben fertiggestellte Gemälde. Dann setzt er mit einem gezielten Schuss seinem Leben ein Ende. Mit dem Freitod ihres Gatten lässt Gräfin Vera nun sämtliche noch verbliebenen Hemmungen fallen und vergnügt sich in ausschweifendem Maße. Ihr in einem Internat aufgewachsene Sohn ist nun zu einem jungen Mann herangewachsen. Aus dessen Umfeld aber auch durch andere Vertreter der Upper Class erfährt Vera nun aufgrund ihres Verhaltens nur mehr als einmal eine Zurückweisung, zu wenig erscheint ihr Verhalten als comme il faut. Veras schlechter Ruf ist bis in die Internatsmauern durchgedrungen, so dass an deren Zöglinge sich bald weigern, mit dem Junior etwas zu tun haben zu wollen. Der beste Freund von Veras Sohn verweigert ihn von einem Tag auf den anderen den Handschlag und beschimpft dessen Mutter. Schließlich fordert der Institutsleiter den jungen Graf Selbitz auf, diese noble Einrichtung zu verlassen, und so kehrt der Junior zur Mutter zurück. Immerhin empfiehlt der Internatsleiter den Jungen zur Ausbildung an eine Maschinenfabrik weiter.
Jahre sind seitdem vergangen. Der junge Selbitz ist ein Ingenieur geworden und hat sich mit der Tochter seines Chefs verlobt. Doch das wüste Vorleben der Frau Mama dringt auch bis zu ihm durch, und so stellt der Schwiegervater in spe eine Bedingung: Nur wenn Selbitz den Kontakt zu seiner Mutter abbrechen würde, sei er bereit, seine Tochter ihm zur Hand zu geben. Der junge Mann zeigt Charakter, lehnt dieses dreiste Ansinnen ab und kehrt zu seiner Mutter zurück. Dort, auf dem gräflichen Schloss, muss der Sohn jedoch miterleben, wie seine Mutter ihr altes Rollenverhalten auch heute noch fortsetzt. Wieder hat sie einen jungen Liebhaber geladen und ausgerechnet dort, wo Selbitz senior seine Frau beim Fremdgehen erwischte. Jetzt versteht der Sohn, warum sich sein Vater einst selbst tötete. Zutiefst enttäuscht von seiner Erzeugerin beendet auch der Sohn mit derselben Waffe im selben Lehnstuhl sein Leben, das er als vergeudet und sinnentleert sieht. Als Vera ihren toten Sohn sieht, bricht sie über ihm zusammen.

## Produktionsnotizen
Fluch der Schönheit, gedreht im Frühling 1915 unter dem Arbeitstitel Seine schöne Mama, entstand im Bioscop-Atelier in Neubabelsberg. Der Fünfakter mit einer Länge von 1675 Metern passierte im Juni 1915 die Filmzensur und wurde im August desselben Jahres uraufgeführt.
Die Filmbauten entwarf Robert A. Dietrich. Bei dem Regisseur „D. J. Rector“ (= Direktor) handelt es sich um niemand anderen als den Direktor der Produktionsfirma Deutsche Bioscop, Erich Zeiske.
Fluch der Schönheit war der erste Film der Maria-Carmi-Serie der Deutschen Bioscop.

## Kritik
„Ein groß angelegtes Filmwerk, in dem Maria Carmi-Vollmöller ihren reichen Schatz an dramatischem Können in vollstem Maße zeigt, ist die fünfaktige Tragödie … ”Fluch der Schönheit“. Maria Carmi gibt in diesem Sittenspiel die Frau zwischen zwei Altern, die aber noch immer durch ihre blendende Schönheit alle Männerherzen verwirrt, für keinen aber tiefer, dauernde Neigung empfinden kann. (…) Die Leistung Maria Carmi-Vollmöllers in dieser Rolle ist geradezu einzigartig. Wie keine Zweite weiß sie das von der Glut der Sinnlichkeit verzehrte Weib wiederzugeben und jenen inneren Kampf zum Ausdrucke zu bringen, der ihn ihr zwischen der Pflicht der Mutter und dem dirnenhafte Wesen tobt. ”Fluch der Schönheit“ darf ohne Zweifel als eines der besten der bisherigen Filmwerke, in denen Maria Carmi-Vollmöller mitwirkt, gelten.“